# Труппе, Катарина
Катарина Труппе (нем. Katharina Truppe; род. 15 января 1996, Филлах, Каринтия) — австрийская горнолыжница, олимпийская чемпионка 2022 года в командном первенстве, призёр чемпионатов мира. Специализируется в слаломных дисциплинах.

## Карьера
Катарина Труппе родом из Альтфинкенштейна, где росла в частном поместье при ферме своей семьи. С четырёх лет она начала познавать и заниматься горнолыжным спортом.
Дебют на Кубке мира состоялся 13 января 2015 года в слаломе в Зальцбурге. В том же сезоне в слаломе последовали еще два выступления, но во всех она не смогла финишировать. По окончании сезона она заняла второе место на австрийском чемпионате по слалому после Кармен Тальманн. В 2017 году впервые в карьере приняла участие на чемпионате мира, где в командной гонке стала пятой в составе сборной Австрии.
На чемпионате мира в Швеции в 2019 году она была 8-й в слаломе и выиграла серебряную медаль в составе команды.   
В сезоне 2019/2020, 23 ноября 2019 года, на этапе в Леви (Финляндия), она показала третье время в слаломном спуске и впервые в Кубке мира поднялась на подиум.
9 марта 2025 года впервые в карьере выиграла этап Кубка мира, победив в слаломе в шведском Оре.

## Выступления на крупнейших соревнованиях

### Чемпионаты мира
| Чемпионат мира   | Скоростной спуск | Супергигант | Гигантский слалом | Слалом | Комбинация | Команды |
| ---------------- | ---------------- | ----------- | ----------------- | ------ | ---------- | ------- |
| 2017 Санкт-Мориц | —                | —           | DSQ1              | 19     | —          | 5       |
| 2019 Оре         | —                | —           | 24                | 8      | —          | 2       |
| 2023 Куршевель   | —                | —           | —                 | 18     | —          | —       |
| 2025 Зальбах     | —                | —           | 28                | 7      | 3          | —       |

### Победы на этапах Кубка мира (1)
| № | Сезон   | Дата       | Место | Дисциплина |
| - | ------- | ---------- | ----- | ---------- |
| 1 | 2024/25 | 9 мар 2025 | Оре   | Слалом (1) |

#### Подиум (5)
| Сезон   | Дата        | Место проведения        | Дисциплина | Место |
| ------- | ----------- | ----------------------- | ---------- | ----- |
| 2019/20 | 23 ноя 2019 | Леви, Финляндия         | Слалом     | 3     |
| 2019/20 | 16 фев 2020 | Краньска-Гора, Словения | Слалом     | 3     |
| 2022/23 | 27 ноя 2022 | Киллингтон, США         | Слалом     | 3     |
| 2023/24 | 21 дек 2023 | Куршевель, Франция      | Слалом     | 3     |
| 2024/25 | 9 мар 2025  | Оре, Швеция             | Слалом     | 1     |